# ドロシー・パーカー
ドロシー・パーカー（英: Dorothy Parker, 1893年8月22日 - 1967年6月7日）は、アメリカ合衆国の詩人、短編作家、評論家、風刺家であり、その機知、皮肉、および20世紀都市の問題に向けた視点で知られている。
パーカーは問題の多い不幸な子供時代を過ごした後、「ザ・ニューヨーカー」などの媒体で文学作品を発表したことと、アルゴンキン・ラウンド・テーブルを設立した一員となったことの双方で世に出た。この仲間と別れた後、ハリウッドに旅して映画台本作りを追求した。アカデミー賞候補となった作品2作を含めたそこでの成功は、左翼政治に関与したととられ、ハリウッド・ブラックリストに載ったために潰えることとなった。
自分自身の才能に対して否定的で、「皮肉屋」としての評判を嘆いていた。それでもその文学作品と鋭い機知に対する評価は長く知られることとなった。

## 生い立ち
パーカーはニュージャージー州ロングブランチのウェストエンド村オーシャン・アベニュー732で、父ジェイコブ・ヘンリー・ロスチャイルド、母エリザ・アニー・ロスチャイルド（旧姓マーストン）の子として生まれた。生まれた時の名はドロシー・ロスチャイルド、愛称は「ドット」あるいは「ドッティ」と呼ばれた。生まれた家は両親が夏の海岸コテージとして持っていた。母はスコットランド系の子孫であり、父はドイツ系ユダヤ人の子孫だった（財閥のロスチャイルド家との関係はない）。パーカーの随筆「私の故郷」の中で、両親はレイバーデイ（9月第1月曜日）のすぐ後にマンハッタンのアパートに戻ったので、生粋のニューヨークっ子と呼ぶことができると書いていた。パーカーが5歳になる1か月前の1898年7月に、母がウェストエンドで死亡した。父は1900年にエレノア・フランシス・ルイスという女性と再婚した。パーカーは父と継母を憎み、父が自分を身体的に虐待すると非難し、エレノアは母とも継母とも呼ばずに「家政婦」と呼んでいた。アッパー・ウェスト・サイドで成長し、姉妹のヘレンと共にローマ・カトリック教会系の小学校に入学した。その学校は79番通り西にあるブレスト・サクラメントの修道会の運営だった。ただし、父はユダヤ教徒であり、継母はプロテスタントだった。パーカーは、処女懐胎を「自然発火」と特徴づけた後で、退学を求められたと冗談を言っていた。級友には同じく詩人になったメルセデス・ド・アコスタがいた。パーカーが9歳になっていた1903年に継母が死亡した。その後、ニュージャージー州モリスタウンにあった行儀見習い学校であるミス・ダナの学校に入学した。この学校は18歳になった1911年に卒業した。1913年に父が死亡した後は、詩を作りながら、生活費を稼ぐためにダンス学校でピアノを演奏した。
1914年、最初の詩を雑誌「バニティ・フェア」に売った。その数か月後にはコンデナストの別の雑誌「ヴォーグ」に編集助手として雇われた。「ヴォーグ」で2年間働いた後、編集委員として「バニティ・フェア」に転籍した。
1917年、ウォールストリートの株式仲買人エドウィン・ポンド・パーカー2世（1893年-1933年）と出会い、結婚した。しかし、第一次世界大戦でエドウィンが従軍したために別れた。パーカーはユダヤ人の血を引いていることに相反する感情を持っており、時代は反ユダヤ主義の感情が強かったので、自分の姓から逃れるために結婚したと冗談を言っていた。

## アルゴンキン・ラウンド・テーブルの時代

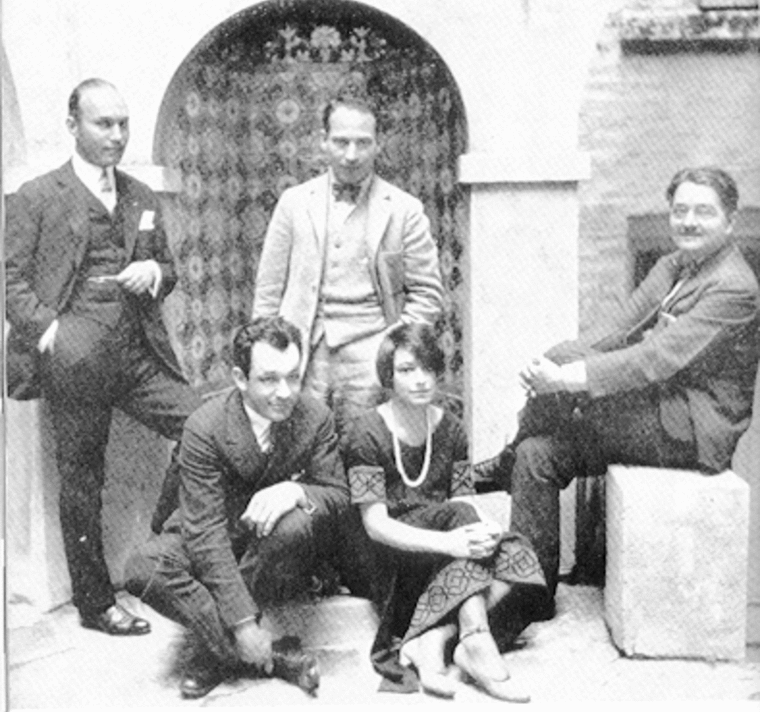
パーカーとアルゴンキン・ラウンド・テーブルの仲間およびゲスト、左からアート・サミュエルズ（「ハーパーズ・バザール」編集者、短期間「ザ・ニューヨーカー」）、チャールズ・マッカーサー、ハーポ・マルクス、パーカー、アレクサンダー・ウールコット

パーカーの経歴は、休暇を取っていたP・G・ウッドハウスの代役として、1918年に始めていた「バニティ・フェア」の演劇評論を書いたことで始まった。この雑誌に務めているときに、ロバート・ベンチリーと出遭って親密な友人となり、またロバート・E・シャーウッドとも出遭った。この3人はほとんど毎日アルゴンキン・ホテルで昼食を摂り始め、アルゴンキン・ラウンド・テーブルの設立メンバーとなった。その後メンバーとなった中には、新聞論説委員のフランクリン・ピアース・アダムズやアレクサンダー・ウールコットがいた。特にアダムズのコラムである「コニング・タワー」（展望塔）にパーカーが昼食時にコメントした言葉やその短詩を掲載することで、パーカーの機知が全国の評判を勝ちえるようになった。最も有名なコメントの1つは、無口で知られた元大統領カルビン・クーリッジの死を知らされた際の「どうしてわかった？」という一言だった。
パーカーの批評家としての辛辣な機知は当初評判を得たが、1920年にその批評が権力のある興行主をあまりにしばしば攻撃するようになった後で、「バニティ・フェア」によって止めさせられることになった。団結していたベンチリーとシャーウッドも抗議のために辞職した。
1925年にハロルド・ロスが「ザ・ニューヨーカー」を発刊すると、ロスがその投資家達を静めるために設立した「編集委員会」にパーカーとベンチリーが加わった。パーカーの最初の記事はその第2号に載った。その短く悪意のあるユーモア詩で有名になった。多くはその多くの（ほとんどは成功しなかった）情事について滑稽に思われるように叙述し、また自殺の魅力を考えているように沈んでいるものもあった。
その後の15年間は多作で成功した最も大きな時代だった。1920年代だけでも、「バニティ・フェア」、「ヴォーグ」、「コニング・タワー」と「ザ・ニューヨーカー」、さらに「ライフ」、「マッコールズ」、「ザ・ニュー・レパブリック」に300ほどの詩と自由詩を発表した。
1926年、最初の詩集である『イナフ・ロープ』を出版した。この詩集は47,000部が売れ、素晴らしい論評も集めた。「ネイション」はその詩を「塩辛いユーモアがこびりつき、幻滅の破片で荒れ、明るい黒の信憑性で塗られた」と表現していた。批評家の中には、とくに「ニューヨーク・タイムズ」の論評員のように、その作品を「バタバタする詩」とけなす者もいたが、この詩集でパーカーの湧き立つ機知という評判を確立させた。1928年には『日没の銃』、1931年には『死と税』という2冊の詩集を出版し、1930年には『生きるための哀歌』、1933年には『かような喜びの後で』という短編集2冊を発行した。1936年の『井戸ほど深くはない』には以前の『イナフ・ロープ』、『日没の銃』、『死と税』に収録した詩を多く集め、1939年には『ここに眠る』という題で幾つかの新作と共に小説を再出版した。
戯曲家のエルマー・ライスとの共作で『密なハーモニー』を書いて、1924年12月にブロードウェイの舞台に掛けた。この劇は他所の町の予告で受けがよく、ニューヨーク市でも好意的に受け取られたが、24回の公演後に打ち切られた。しかし『隣の淑女』という題で地方巡業を行い成功した。
パーカーの最も人気のあった作品は、「ザ・ニューヨーカー」に「コンスタント・リーダー」という署名で掲載した辛辣な書評という形のものだった。A・A・ミルンの『プー横丁にたった家』に対する揶揄の一句である"Tonstant Weader Fwowed Up"は今も知られる。書評は1927年から1933年までときおり掲載され、広く読まれ、1970年には『コンスタント・リーダー』という題のもとに出版された。
雑誌「ザ・ブックマン」に掲載され良く知られた短編『大柄なブロンド美人』は、1929年の最優秀短編としてオー・ヘンリー賞を受賞した。パーカーの短編は機知に富む事も多いが、贅肉がなくて辛辣であり、漫画よりもほろ苦いものだった。
パーカーは1928年に夫と離婚し、多くの情事があった。その愛人には記者から戯曲家になったチャールズ・マッカーサーや、出版者のスワード・コリンズがいた。マッカーサーとの間では妊娠したことがあり、「私としたことが、卵を全て1人のろくでなしに植え付けるなんて」と発言したと言われている。パーカーは堕胎し、鬱になって、自殺を初めて試みるまでになった。
パーカーが政治的に目覚め活動的になったのはこの期間の終わり頃だった。1927年にあったサッコとバンゼッティの処刑延期で、その後終生続く活動が始まった。パーカーはボストンに行ってその手続きに抗議した。彼女とラウンド・テーブル仲間のルース・ヘイルが逮捕され、パーカーは「彷徨し、ぶらついていた」罪で有罪となり、罰金5ドルを科された。

## ハリウッド
1934年、パーカーは大志のある俳優で後に映画脚本家アラン・キャンベルと結婚した。キャンベルはパーカーと同じでユダヤ系とスコットランド系の血が混じっていた。バイセクシャルという評判があり、パーカー自身も「彼は雄山羊のような同性愛者」と発言していた。この夫婦はハリウッドに行って、パラマウント映画と10週間の契約を結んだ。演技も期待されたキャンベルが週給250ドル、パーカーが同1,000ドルだった。彼等は様々なスタジオのフリーランサーとして、週に2,000ドル、ある場合には5,000ドルを稼ぐようになった。二人は15以上の映画で働いた。
1936年、パーカーは「I Wished on the Moon」という題で作詞を行い、ラルフ・レインガーが曲をつけた。この歌は映画『1936年の大放送 (The Big Broadcast of 1936)』でビング・クロスビーが紹介した。
パーカーは、ロバート・カーソンやキャンベルと共に、1937年の映画『スタア誕生』の原稿を書き、その映画でアカデミー賞の脚色賞にノミネートされた。1941年の映画『偽りの花園』では会話部分を追加した。さらにフランク・キャヴェットと共にスーザン・ヘイワードが主演した『スマッシュ・アップ』の脚本を書き、アカデミー賞原案賞にノミネートされた。
アメリカ合衆国が第二次世界大戦に参戦した後、パーカーとアレクサンダー・ウールコットが共同して、パーカー作品集を制作した。これは海外に派兵された兵士のためにバイキング・プレスが出版したシリーズの1作だった。この本の紹介文はサマセット・モームが執筆し、パーカーの2ダース以上の短編と『イナフ・ロープ』、『日没の銃』、『死と税』に載せた詩を収載していた。1944年に『ポータブル・ドロシー・パーカー』という題で、アメリカ合衆国で発売された。この『ポータブル』シリーズの中で版を重ねたのは3冊のみであり、その1つがパーカーのもの、他の2冊はウィリアム・シェイクスピアと聖書だった。
1930年代から1940年代、パーカーは市民の自由や権利について次第に発言するようになり、それらについて行政当局を批判することが多くなった。1937年には共産主義者の雑誌「ニュー・マッシーズ」でスペインのロイヤリストについてレポートを書いた。ソビエト・コミンテルンのエージェント、オットー・カッツとドイツ共産党のエージェント、ウィリ・ミュンツェンバーグの要請で、1936年にハリウッド反ナチ同盟の設立に貢献した。この組織はFBIから共産党の前線ではないかと疑われた。このハリウッド反ナチ同盟は会員が4,000人ほどにもなる強力なものとなり、裕福な会員が多かったので、デイビッド・コートの言を借りれば、「アメリカの全労働階級と同じくらい共産党の資金に貢献できる」寄付をしていた。ただし必ずしも共産主義を支援する意図ではなかった。
パーカーは合同反ファシスト救援委員会の議長も務めた。プロジェクト救援船を編成してメキシコにロイヤリストの古参兵を運び、スペインの子供達の救援を主導し、その他左翼側の多くの動きや組織に名前を貸した。元ラウンド・テーブルのメンバーとの関係が薄れていき、特にロバート・ベンチリーとの関係がぎくしゃくしていた（ただし、後には和解した）。パーカーは1932年にあるパーティでS・J・ペレルマンと出会い、初めは問題もあった（ペレルマンはそれを「厳しい試練」と呼んだ）が、その後35年間続く友人となり、パーカーとキャンベルがペンシルベニア州バックス郡で荒れ放題の農園購入をペレルマンが支援したときは、その隣人にすらなった。
パーカーは1950年の出版物『レッド・チャネルズ』で共産主義者に挙げられた。FBIはジョセフ・マッカーシー時代にパーカーが共産主義に関わったと疑い、1,000ページにおよぶ人物調査書を作成した。その結果、映画スタジオのボス達によってハリウッド・ブラックリストに載せられた。パーカーの最後の映画台本は、1949年にオスカー・ワイルドの『ウィンダミア婦人の扇』を翻案し、オットー・プレミンジャーが監督した『ザ・ファン』だった。パーカーとキャンベルの結婚生活は波乱に富んだものであり、パーカーの飲酒量が増え、キャンベルは第二次世界大戦でヨーロッパに行っている間に既婚女性との長い情事があったことでその緊張関係が悪化した。二人は1947年に離婚し、1950年に再婚した。パーカーは1952年にニューヨーク市に戻り、アッパー・イースト・サイド74番通り東23のボルニー居住用ホテルで生活した。1957年から1962年は「エスクァイア」に書評を書いたが、アルコールに依存するようになったために、その作品は次第に常軌を逸していった。1961年にハリウッドに戻り、キャンベルと和解した。その後の2年間は二人で多くの作品を作ったが、制作には至らなかった。キャンベルは1963年に薬物過料摂取で自殺した。

## 晩年と死
キャンベルの死後、パーカーはニューヨーク市に戻り、ボルニー居住用ホテルで生活した。その晩年には、昔の評判をもたらしてくれたアルゴンキン・ラウンド・テーブルの仲間を酷評するようになった。
巨人は居なかった。あの時代にものを書いていた人々、ラードナー、フィッツジェラルド、フォークナー、ヘミングウェイを考えると、彼等は真に巨人だった。ラウンド・テーブルは冗談を言い合い、自分達がいかに良いものであるかを言い合う多くの人々に過ぎなかった。大口を叩いて自己顕示し、ギャグでその日を過ごし、飛躍できる機会を待っている一団に過ぎなかった。...彼等が言っていることに真実は無かった。皮肉ばかりの恐ろしい日だったので、真実はあり得なかった...
パーカーは時折ラジオに出演した。ゲストとして『インフォメーション・プリーズ』や、レギュラーのパネラーとして『オーサー・オーサー』がその番組だった。「コロンビア・ワークショップ」に執筆し、イルカ・チェイスとタルラー・バンクヘッドはその作品をラジオの独白に使った。
パーカーは1967年6月7日に心臓発作で死んだ。73歳だった。その遺志で資産はマーティン・ルーサー・キング・ジュニア財団に遺贈された。キングが暗殺された後は、全米黒人地位向上協会に渡された。遺言執行人のリリアン・ヘルマンはこの所有権移転に激しく抗議したが実らなかった。パーカーの灰は様々な場所で引き取り手の居ないままだった。例えば弁護士ポール・オドワイアーのファイルキャビネットには約7年間眠っていた。

## 死後の栄誉
1988年、全米黒人地位向上協会はそのボルチモア本部の外にパーカーの遺骸を納め、記念庭園を造った。その銘板には以下のように書かれている。
ここにドロシー・パーカー（1893年-1967年）の灰が眠る。ユーモア作家、著述家、批評家、人権と公民権の守護者。彼女が遺した碑文は「私の埃をお許し下さい」だった。この記念庭園は人類の調和を祝した彼女の高貴な精神に献げ、黒人とユダヤ人の間の永遠に続く友好の絆に献げられるものである。全米黒人地位向上協会謹呈。1988年10月28日

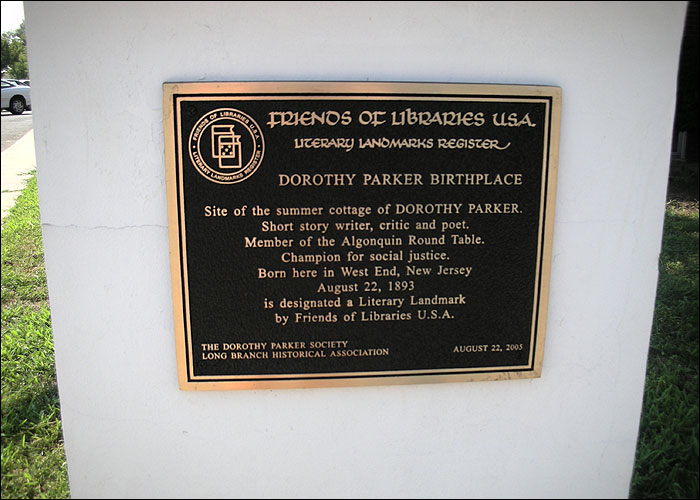
パーカーの生誕地にある銘板

1992年8月22日、パーカーの生誕99年を記念して、アメリカ合衆国郵便公社は、文学シリーズの1つとして29セント記念切手を発行した。アルゴンキン・ラウンド・テーブルの仲間およびそこに泊まった数多い文学や演劇の著名人が、アルゴンキン・ホテルをニューヨーク市歴史文化財に登録するために動いた。登録は1987年だった。1996年、アルゴンキン・ホテルはパーカーやその他のラウンド・テーブルの仲間の貢献に基づき、フレンズ・オブ・ライブラリーズUSAによって国立文学文化財に指定された。この財団が制作した銅銘板がホテルのフロントに取り付けられた。パーカーの生誕地も2005年にフレンズ・オブ・ライブラリーズUSAによって国立文学文化財に指定され、銅銘板がその生家の立っていた場所を示している。

## 大衆文化の中で
パーカーはその存命中に幾つかの劇で多くの架空人物のモデルになった。例えば、1932年のフィリップ・バリー作劇『ホテル・ユニバース』の「リリー・マローン」、同じく1932年のジョージ・オッペンハイマーによる劇『ヒア・トゥデイ』の「メアリー・ヒリアード」（ルース・ゴードンが演じた）、1944年のジョージ・S・カウフマンが制作指揮した劇『オーバー・トウェンティワン』の「ポーラ・ワートン」（やはりルース・ゴードンが演じた）、1934年のカウフマンとモス・ハートが共作した劇『メリリー・ウィ・ロール・アロング』の「ジュリア・グレン」があった。カウフマンが『メリリー・ウィ・ロール・アロング』にパーカーを登場させたことで、かってはラウンド・テーブルの仲間だったカウフマンをパーカーは軽蔑するようになった。またチャールズ・ブラケットが著した1934年の小説『完全に包囲された』でも「デイジー・レスター」として登場している。
パーカーは映画やテレビでも描かれた。例えば1976年の『ハリウッドのF・スコット・フィッツジェラルド』におけるドロレス・サットン、1977年の『ジュリア』におけるローズマリ・マーフィ、1999年の『ダッシュ・アンド・リリー』におけるビビ・ニューワース、1994年の『ミセス・パーカー/ジャズエイジの華』におけるジェニファー・ジェイソン・リーが演じたものだった。ニューワースはその演技でエミー賞にノミネートされ、リーは多くの賞を受け、ゴールデングローブ賞など多くの賞で候補になった。
パーカーは、アイラ・ガーシュウィンやジョージ・ガーシュウィンなど同時代の人物と共に、ミュージカル『スルーリー・モダーン・ミリー』の第1幕第12場「マジーのパーティのシーン」の登場人物となっている。
テレビ番組制作者のエイミー・シャーマン・パラディーノは、その制作会社をドロシー・パーカー・ドランク・ヒア・プロダクションズと名付けた。
お笑い芸人のジェン・カークマンは、2011年にロサンゼルス市アップライト・シティズンズ・ブリゲイド・シアターで、故人作家のポッドキャストの中でドロシー・パーカーを描いた。
テリー・フランケルを起用した女性1人のショー「ドロシー・パーカーの2人でも十分な部屋」は、カリフォルニア州ハリウッドのグランドリングス・シアターで制作された。